# 马金花
马金花（1938年1月—），回族，宁夏固原人，中华人民共和国政治人物。

## 生平
1958年至1960年，任宁夏回族自治区固原县七营公社马莲大队妇女生产队队长。1960年9月至1963年10月任固原县七营公社马莲大队妇联主任、副大队长、大队长。1961年10月，加入中国共产党。1963年10月至1968年8月，任固原县七营公社马莲大队党支部书记。1968年8月至1971年1月，任固原县七营公社马莲大队革命领导小组副组长。1971年1月至1977年7月，任固原县七营公社马莲大队党支部书记。1973年1月至1983年12月，任宁夏回族自治区妇联副主任。1973年7月至1977年7月，任中共固原县委常委。1977年7月至1980年12月，任固原县七营公社党委书记兼马莲大队党支部书记。1980年12月至1993年3月，任固原县人大常委会副主任。中共第十届、十一届中央候补委员。